# Claudio Strüby

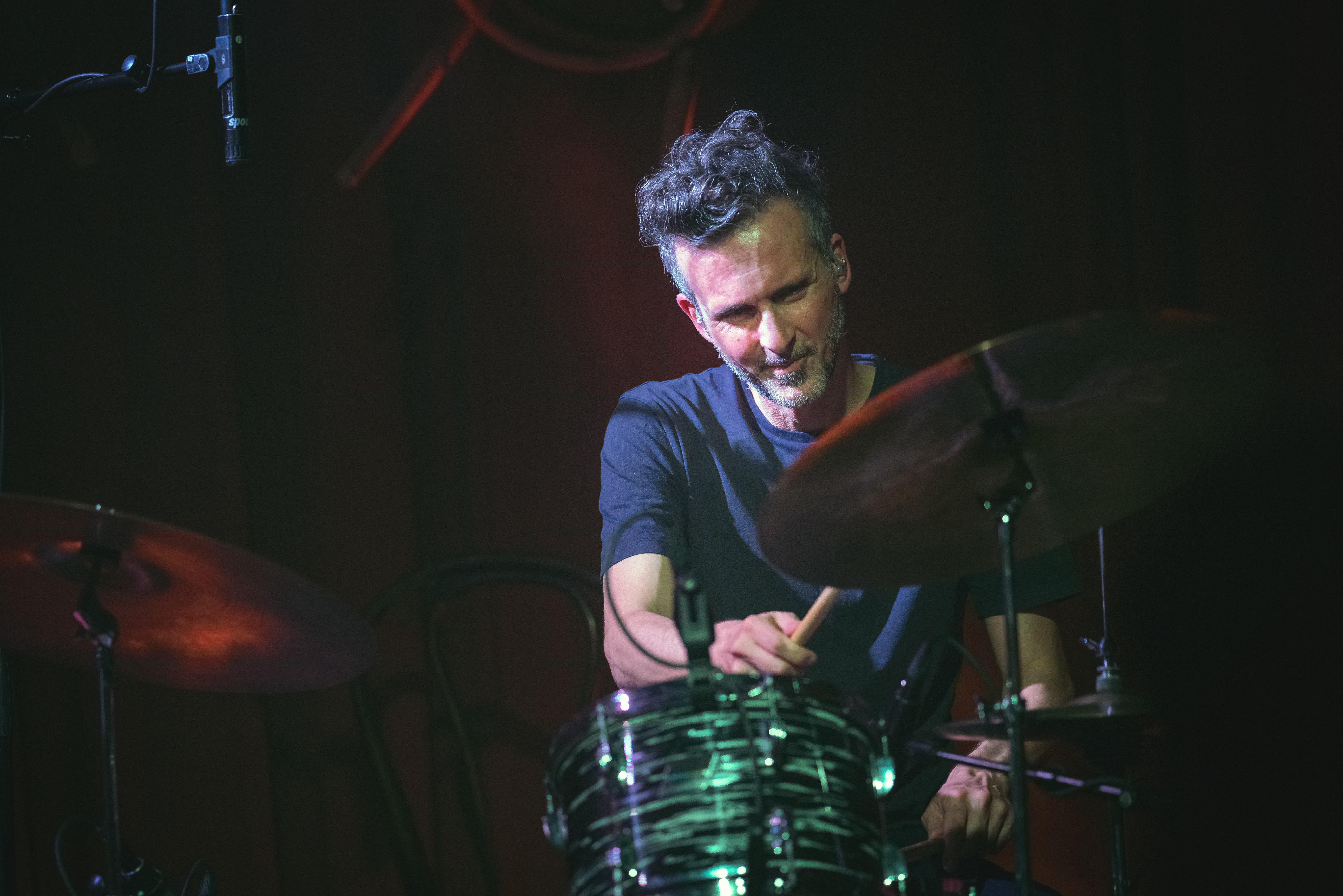
Claudio Strüby, 2020

Claudio Strüby (* 23. Februar 1980 in Ingenbohl-Brunnen, Schweiz) ist ein Schweizer Jazzmusiker (Schlagzeug, Perkussion) und Musikproduzent.

## Leben und Wirken
Claudio Strüby wuchs in einem musikalischen Umfeld in Ingenbohl-Brunnen im Kanton Schwyz auf. Während des Studiums an der  Musikhochschule Luzern (mit einem Aufenthalt an der Universität der Künste Berlin) gewann er den Förderpreis der Friedl Wald Stiftung. 2006 vertrat er die Musikhochschule Luzern am International Meeting of Jazzschools in Louisville (Kentucky) in den USA. 2005 schloss Strüby das Doppelstudium Performance und Pädagogik an der Musikhochschule Luzern ab. 2011 erhielt er das Atelierstipendium New York des Kantons Schwyz. 2021 erhielt Strüby den Förderpreis des Kanton Schwyz.
Strüby war 2001 Gründungsmitglied der Band Rusconi, mit der er bis 2017 europaweit tourte; er  hat alle Alben der Band mitproduziert. Seit 2007 arbeitet er mit Jean-Paul Brodbeck zusammen. Weiterhin gehörte er zu den Formationen Thomas Lüthi`s Biwak, Scherrer-Brodbeck-Gisler-Strüby, Strayhornmonk, Lea Lu und Joe Haider Trio.
Er konzertierte u. a. mit Rich Perry, Andy Scherrer, Nat Su, Kenny Wheeler, Norma Winstone, Dave Liebman, James Morrison, Bruno Spoerri, Chris Wiesendanger, Jürg Halter, Kurt Rosenwinkel, Heiri Känzig, Nils Wogram, Rainer Tempel, Christoph Irniger, Dusko Goykovich, Zürcher Kammerorchester, Symphonieorchester Villingen, dem Luzerner Symphonie-Orchester und Elia Rediger. Im Bereich des Jazz war er laut Tom Lord zwischen 2003 und 2019 an mindestens 22 Aufnahmesessions beteiligt.
Strüby lebt vorwiegend in Zürich in der Schweiz.

## Diskographische Hinweise
- Lea Lu: I Call You (LL Records/Irascible 2021, mit Lea Lu, Mocky, Nils Wogram uvm.)
- Big City Small World  (Westone Music Group, 2020, mit Vasco, Patrick T. R. West, Marc F. Teitler)
- Reto Anneler Quartett: Stille Post (QFTF, 2018, mit Christoph Grab, Lukas Traxel)
- Niculin Janett feat. Rich Perry: Complexes (QFTF, 2018, mit Lisa Hoppe)
- Lea Lu: Rabbit (LL Records, 2017)
- Jean-Paul Brodbeck Trio: Extra Time (Enja, 2017, mit Lukas Traxel)
- RUSCONI + Fred Frith: Live in Europe (Qilin, 2016)